# 48. oklepna divizija (ZDA)
48. oklepna divizija (izvirno angleško 48th Armored Division) je bila oklepna divizija Kopenske vojske ZDA.

## Zgodovina
Divizija je bila ustanovljena iz elementov razpuščene 48. pehotne divizije.